# (6225) Hiroko
(6225) Hiroko es un asteroide perteneciente al cinturón de asteroides, región del sistema solar que se encuentra entre las órbitas de Marte y Júpiter, descubierto el 1 de marzo de 1981 por Schelte John Bus desde el Observatorio de Siding Spring, Nueva Gales del Sur, Australia.

## Designación y nombre
Designado provisionalmente como 1981 EK12. Fue nombrado Hiroko en homenaje a Hiroko Nagahara, profesor de la Universidad de Tokio, ha estudiado una amplia gama de materiales meteoríticos y ha realizado contribuciones fundamentales para nuestra comprensión de la formación de condrulas, la condensación y la evaporación en la nebulosa solar, y el derretimiento parcial de planetas menores.

## Características orbitales
Hiroko está situado a una distancia media del Sol de 2,211 ua, pudiendo alejarse hasta 2,284 ua y acercarse hasta 2,138 ua. Su excentricidad es 0,033 y la inclinación orbital 5,340 grados. Emplea 1201,16 días en completar una órbita alrededor del Sol.

## Características físicas
La magnitud absoluta de Hiroko es 15,1. Tiene 2,105 km de diámetro y su albedo se estima en 0,331. 